# Guadalcanal (Ilhas Salomão)

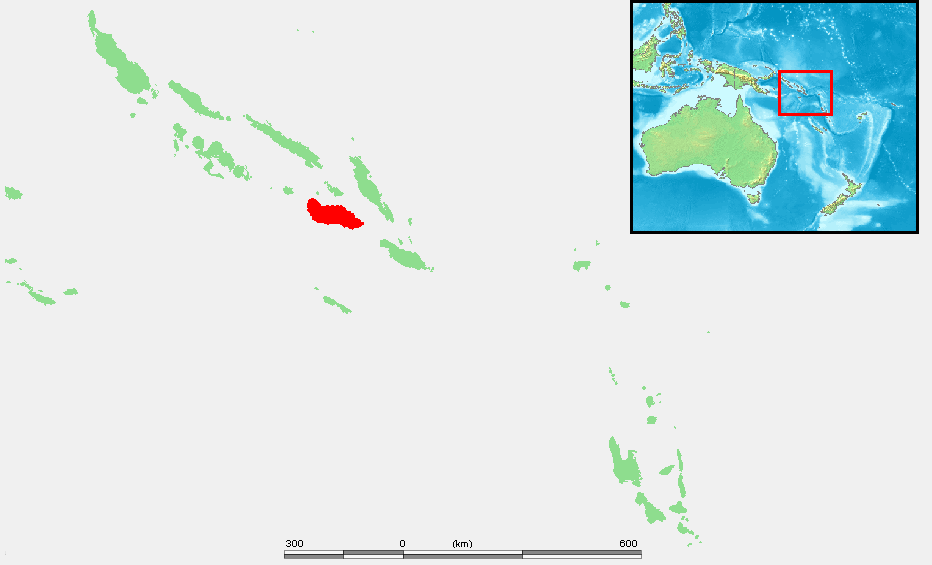
Localização de Guadalcanal, nas Ilhas Salomão

Guadalcanal é uma ilha das Ilhas Salomão, com área de 5 302 km² e coberta de selva na maior parte do seu território.
A ilha constitui uma província (a província de Guadalcanal) desde 1981. É nela que se situa a capital e maior cidade das Ilhas Salomão, Honiara, com 49 107 habitantes (1999), mas, em Julho de 1983, esta foi administrativamente constituída como Território Especial (com 22 km²) e separada da província. A população da província é de 60 275 habitantes (1999) e a de toda a ilha (incluindo Honiara) é de 109 382 habitantes (1999). A sede administrativa da província permanece, no entanto, em Honiara.

## História
Guadalcanal foi descoberta por Álvaro de Mendaña em 1568 numa expedição que pretendia descobrir a lendária Terra Australis Incognita no reinado de Filipe II da Espanha. O nome da ilha foi colocado pelo explorador Pedro de Ortega Valencia (então membro da expedição de Mendaña) em homenagem à sua terra natal, Guadalcanal, na província de Sevilha.
Embora a ilha tenha sido descoberta para a Coroa de Castela e a Coroa de Aragão, os esforços espanhóis de a colonizar fracassaram, e ao longo dos séculos XVIII e XIX só chegaram à ilha missionários e poucos viajantes.
Em 1885, a Companhia Alemã da Nova Guiné estabeleceu controlo sobre as ilhas Salomão, mas a administração alemã pouco durou. Em 1893, a parte sudeste das ilhas Salomão foi convertida em protetorado britânico e cinco anos depois juntou-se à parte norte.
Em 1900, a Alemanha transferiu os seus restantes domínios (com exceção de Bougainville e Buka) para a Grã-Bretanha em troca da retirada britânica da Samoa Oriental. Desde aí, como parte das Ilhas Salomão, Guadalcanal foi ocupada pela Coroa Britânica.
Em 1920 Bougainville e Buka passaram para mandato australiano pela Liga das Nações, enquanto Guadalcanal ficava sob a Coroa Britânica até 1942, quando durante a II Guerra Mundial foi ocupada por forças japonesas. Foi reconquistada por forças Aliadas na Batalha de Guadalcanal.
Em 1976 a Coroa Britânica concedeu autonomia governativa às Ilhas Salomão e, dois anos depois, a independência.